# Eriopyga nanduna
Eriopyga nanduna är en fjärilsart som beskrevs av William Schaus 1933. Eriopyga nanduna ingår i släktet Eriopyga och familjen nattflyn. Inga underarter finns listade i Catalogue of Life.